# Universität Luzern
Die Universität Luzern gehört mit rund 3500 Studierenden sowie 82 Professuren zu den kleinsten der Schweiz. Ihre Wurzeln reichen weit zurück, seit ungefähr 1600 gibt es in Luzern Studiengänge für Philosophie und Theologie. Als moderne Universität besteht sie erst seit 2000. Die Universität Luzern hat einen humanwissenschaftlichen Fokus: Themen rund um Menschen und ihre Institutionen stehen im Zentrum von Forschung und Lehre. Die Universität Luzern verfügt über Fakultäten für Theologie, Kultur- und Sozialwissenschaften, Rechtswissenschaft,  Wirtschaftswissenschaften, Gesundheitswissenschaften und Medizin sowie Verhaltenswissenschaften und Psychologie.

## Geschichte

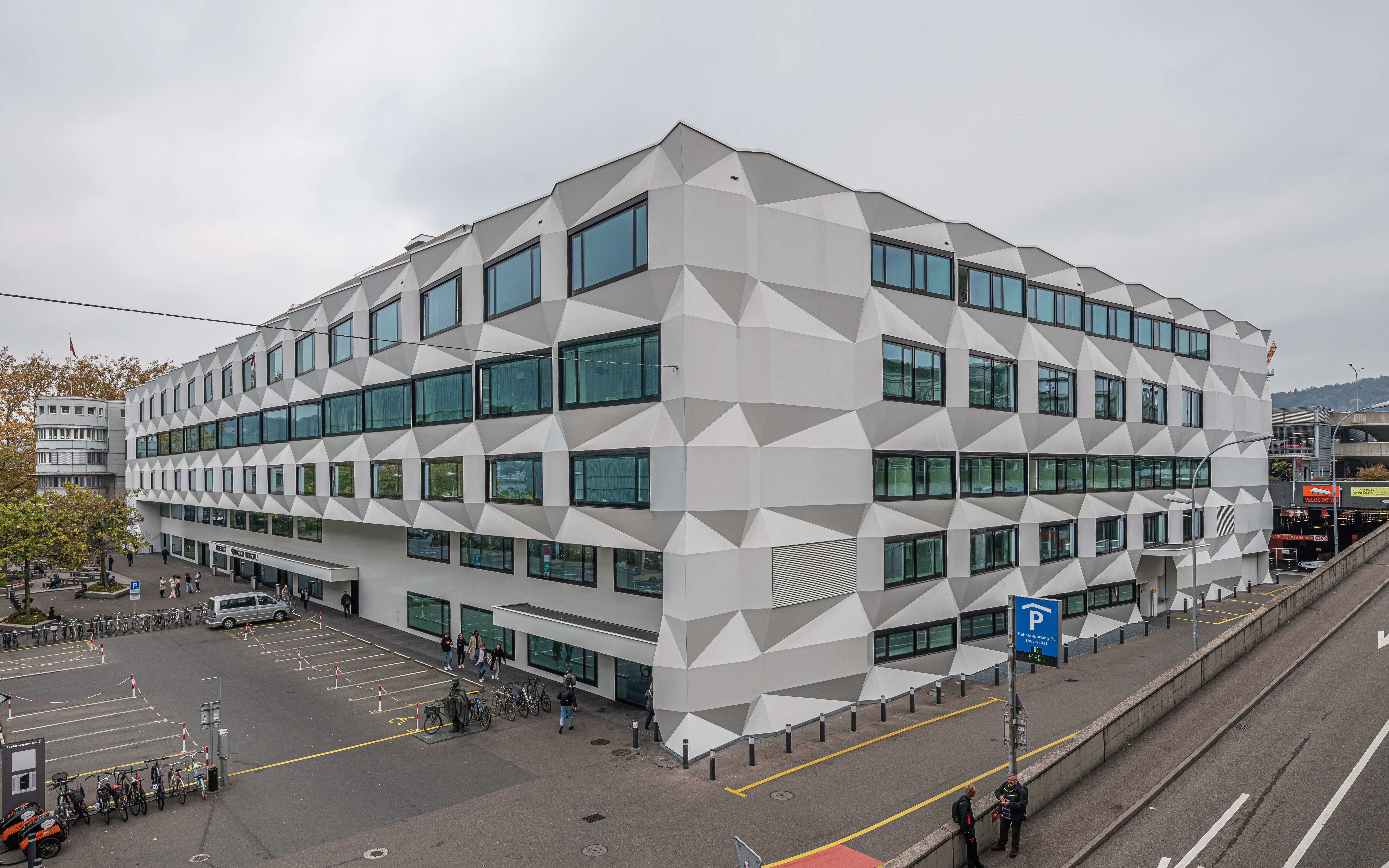
Das 2011 bezogene Luzerner Universitätsgebäude

Altes Logo bis 2021

Nachdem die katholische Elite mit der Reformation die Universität Basel als Bildungsstätte verloren hatte, wurde auf Anregung von Karl Borromäus 1574 das Jesuitenkollegium Luzern gegründet. Mit der Gründung der Universität Freiburg 1889 sanken Luzerns Chancen auf eine eigene Universität. Um 1920 wurde das Projekt einer gesamtschweizerischen katholischen Universität mit Fakultäten in Freiburg und Luzern verfolgt, aber ohne Erfolg. Auch das Projekt einer konfessionsneutralen Universität scheiterte 1978 in einer Volksabstimmung. Ab 1973 anerkannte der Bundesrat die theologische Fakultät als Hochschule. Das 1985 dazugekommene Philosophische Institut wurde mit dem 1989 geschaffenen Lehrstuhl für Geschichte 1993 zur geisteswissenschaftlichen Fakultät erhoben. Im Jahr 2000 wurde das neue Universitätsgesetz vom Luzerner Stimmvolk gutgeheissen. Mit dem Inkrafttreten des Gesetzes am 1. Oktober 2000 wurde die bisherige Hochschule zur Universität. Gründungsrektor war von 2000 bis 2001 der Theologe Walter Kirchschläger. 2001 wurde die rechtswissenschaftliche Fakultät gegründet. Im Jahre 2005 erfolgte die gesamtschweizerische Anerkennung durch den Bundesrat.
Im Frühling 2006 wurde zuerst vom Stimmvolk der Stadt Luzern einer Umzonung des Grundstücks und einem Standortbeitrag von acht Millionen Schweizer Franken zugestimmt. Im November 2006 stimmte die Bevölkerung des Kantons dem Umbaukredit von rund 140 Millionen Schweizer Franken zu. Von dieser Summe entfiel rund ein Drittel auf den Kanton Luzern. Die Umbauarbeiten begannen 2007 und wurden 2011 abgeschlossen. Im September zog die Universität zusammen mit der Pädagogischen Hochschule Zentralschweiz von ihren über die Stadt verteilten Standorten in das umgebaute Postbetriebsgebäude beim Bahnhof Luzern, welches aufgrund der Verlagerung des Briefpostzentrums nach Härkingen nicht mehr gebraucht wurde. Seit September 2011 befinden sich alle Fakultäten und Institute an einem zentralen Standort an der Frohburgstrasse 3, dem vorherigen Postbetriebsgebäude. 2014 wurde eine Kühlung eingebaut, nachdem sich in den ersten Jahren der Nutzung gezeigt hatte, dass im Sommer bei Vollbelegung die Temperaturen in den Hörsälen, Seminarräumen und im Lesesaal zu hoch waren.
Am 30. November 2014 hiessen die Stimmbürger des Kantons Luzern in einer Referendumsabstimmung die Revision des Universitätsgesetzes gut. Das revidierte Gesetz sieht die Schaffung einer Wirtschaftswissenschaftlichen Fakultät vor. Die Finanzierung des Aufbaus während der ersten vier Betriebsjahre soll durch Drittmittel von Firmen, Stiftungen und Privaten sichergestellt werden. Mit Beginn des Herbstsemesters 2016 nahm die Fakultät den Studienbetrieb mit rund 200 Studierenden auf.
Einen weiteren Meilenstein bildete der Start des neuen, direkt dem Rektor unterstellten Departements Gesundheitswissenschaften und Medizin Anfang August 2019.  Mit der Revision des Universitätsgesetzes, welches am 1. Februar 2023 in Kraft trat, wurde dieses zur Fakultät umgewandelt und eine neue Fakultät für Verhaltenswissenschaften und Psychologie geschaffen.
Ab Ende August 2021 wurden nach einer Neuvergabe des Betriebs der Mensa vorübergehend nur vegane und vegetarische Gerichte in der Mensa angeboten, Gerichte mit Fleisch waren nur noch ausserhalb an einem Foodtruck erhältlich. Mehrere politische Parteien, der Präsident des Schweizer Bauernverbandes und der Schweizer Fleischfachverband kritisierten diese Entscheidung. In der Folge gab es ab Anfang Oktober 2021 in der Mensa die Möglichkeit, eines von drei Menüs mit zusätzlich Fleisch oder Fisch zu erhalten.

## Struktur
Die Universität besteht aus sechs Fakultäten, denen zahlreiche Institute, Seminare und Forschungsstellen zugeordnet sind. An-Institute sind organisatorisch unabhängige Einheiten, welche von Professorinnen oder Professoren der Universität geleitet und von einer externen Institution getragen werden.

### Theologische Fakultät
Die Theologische Fakultät gilt als die älteste katholisch-theologische Lehr- und Forschungsinstitution der Schweiz.
- Institut für Jüdisch-Christliche Forschung (IJCF)
- Institut für Sozialethik
- Ökumenisches Institut (An-Institut)
- Religionspädagogisches Institut (das in Zusammenarbeit mit der Pädagogischen Hochschule Luzern eine Ausbildung zum Religionslehrer anbietet)
- Zentrum für Religion, Wirtschaft und Politik (ZRWP)
- Zentrum Religionsforschung
- Zentrum für Religionsverfassungsrecht (ZRV)
- Zentrum für Theologie und Philosophie der Religionen (TheiRs)

### Kultur- und Sozialwissenschaftliche Fakultät
- Ethnologisches Seminar
- Historisches Seminar
- Seminar für Kulturwissenschaften und Wissenschaftsforschung
- Philosophisches Seminar
- Politikwissenschaftliches Seminar
- Religionswissenschaftliches Seminar
- Soziologisches Seminar
- Institut für Jüdisch-Christliche Forschung (IJCF)
- Zentrum für Religion, Wirtschaft und Politik (ZRWP)
- Zentrum Religionsforschung
- Urner Institut Kulturen der Alpen an der Universität Luzern (An-Institut)

### Rechtswissenschaftliche Fakultät
- Center for Conflict Resolution
- Center for Law and Sustainability
- Institut für Wirtschaft und Regulierung – WIRE
- Kompetenzstelle für Logistik- und Transportrecht – KOLT
- lucernaiuris – Institut für Juristische Grundlagen
- Luzerner Zentrum für Sozialversicherungsrecht
- Staatsanwaltsakademie  an der Universität Luzern
- Zentrum für Recht und Gesundheit
- Zentrum für Religionsverfassungsrecht
- Urner Institut Kulturen der Alpen an der Universität Luzern (An-Institut)
- Obwaldner Institut für Justizforschung an der Universität Luzern (An-Institut)

### Wirtschaftswissenschaftliche Fakultät
- Center für Human Resource Management
- Institut für Marketing und Analytics (IMA)
- Institut für Schweizer Wirtschaftspolitik an der Universität Luzern (An-Institut)

Zur Wirtschaftswissenschaftlichen Fakultät gehören sieben Professuren.
Die Einrichtung des privat finanzierten An-«Instituts für Schweizer Wirtschaftspolitik» erregte öffentlichen Unmut. Neben der Einflussnahme zur Verzögerung öffentlicher Erklärungen wurde dem Institut auch eine einseitig neoliberale Ausrichtung und Vernetzung vorgeworfen. Ein Kantonsrat der SP sprach von einem «Reputationsrisiko» für die Universität, wobei sich die Luzerner Regierung klar hinter das Institut stellt. Die von Hochschullehrer Christoph Schaltegger geleitete Einrichtung wird massgeblich durch Alfred N. Schindler (Schindler AG), Thomas Sprecher und Andrea Opel finanziert und begleitet. Als Geschäftsführer fungiert René Scheu.

### Fakultät für Gesundheitswissenschaften und Medizin
- Fachbereich Gesundheitswissenschaften und Gesundheitspolitik
- Fachbereich Rehabilitation
- Fachbereich Medizin
- Center for Rehabilitation in Global Health Systems
- Zentrum für Gesundheit, Politik und Ökonomie
- Zentrum für Hausarztmedizin und Community Care

### Fakultät für Verhaltenswissenschaften und Psychologie
Die jüngste Fakultät der Universität Luzern befindet sich gegenwärtig im Aufbau. Im Herbst 2024 startete der Bachelorstudiengang, 2027 wird der Masterstudiengang in Psychologie starten.

## Studiengänge
Alle Studiengänge sind zweistufig. Nach sechs Semestern schliessen die Studierenden mit dem Bachelor ab. Nach weiteren drei bis vier Semestern erlangen sie den Master. Die Studienleistungen werden mit Credit Points gemessen.

### Theologische Fakultät
Als einzige Universität im europäischen Raum bietet die Universität Luzern ein Flex-Studium Theologie an mit zwei Studienmodi: Präsenz- und Fernmodus. Die Studierenden können den Studienmodus jedes Semester für jede Veranstaltung frei wählen. Auf Masterstufe gibt es folgende Studiengänge:
Religionslehre (mit Lehrdiplom im Fach Religionslehre für Maturitätsschulen)
- Ethik
- Liturgical Music
- Philosophy, Theology and Religions (Online-Studiengang)
- Religion – Wirtschaft – Politik

Das Religionspädagogische Institut bietet einen Bachelorstudiengang Religionspädagogik sowie eine Diplomausbildung Religionspädagogin/-pädagoge an.

### Kultur- und Sozialwissenschaftliche Fakultät
Die Kultur- und Sozialwissenschaftliche Fakultät bietet die folgenden Fächer auf Bachelor- und Masterstufe an:
- Ethnologie
- Geschichte
- Judaistik
- Philosophie
- Politikwissenschaft
- Religionswissenschaft
- Soziologie

Die folgenden Fächer werden nur auf Masterstufe angeboten:
- Dual Degree in Political Science (mit Carlton University, Ottawa)
- Geschichte bilingue (mit Universität Neuenburg)

Ebenfalls an der Kultur- und Sozialwissenschaftlichen Fakultät können die folgenden integrierten Studiengänge besucht werden:
- Philosophie, Politik und Ökonomie (PPE)
- Gesellschafts- und Kommunikationswissenschaften
- Kulturwissenschaft
- Global Studies
- Computational Social Sciences

Der transdisziplinäre Joint-Degree-Master Religion – Wirtschaft – Politik wird von der Kultur- und Sozialwissenschaftlichen und der Theologischen Fakultät zusammen mit den Universitäten Basel und Zürich angeboten.

### Rechtswissenschaftliche Fakultät
Die Rechtswissenschaftliche Fakultät bietet Bachelor- und Masterstudiengänge im Fach Rechtswissenschaft an. Daneben stehen folgende spezifische Master-Programme zur Auswahl:
- Zweisprachiger Master (MLaw Luzern/Neuenburg)
- Double Degree (MLaw/LLM)
- Master Plus Economics & Management
- Master Plus Health Policy
- Master Plus International Relations

### Wirtschaftswissenschaftliche Fakultät
Die Wirtschaftswissenschaftliche Fakultät bietet die folgenden Fächer auf Bachelorstufe und/oder Masterstufe an:
- Wirtschaftswissenschaften (Bachelor + Master)
- Philosophie, Politik und Ökonomie (PPE) (Bachelor + Master)

Nebst einem generalistischen Masterstudium werden die Spezialisierungsmöglichkeiten Marktorientierte Unternehmensführung, Politische Ökonomie, Gesundheitsökonomie und -management sowie Applied Data Sciences angeboten.

### Fakultät für Gesundheitswissenschaften und Medizin
- Master in Health Sciences
- Joint Master Medizin Universität Luzern/Universität Zürich
- Bachelor of Science in Gesundheitswissenschaften[21]

### Fakultät für Verhaltenswissenschaften und Psychologie
- Bachelor in Psychologie (seit Herbst 2024)
- Master in Psychologie (ab Herbst 2027) mit den Vertiefungen Rehabilitations- und Gesundheitspsychologie, Rechtspsychologie sowie Kinder- und Jugendpsychologie

## Statistik
An der Universität waren im Herbstsemester 2023 insgesamt 3512 Studierende immatrikuliert, davon 1688 Studierende auf der Bachelor- und 1333 auf der Masterstufe und 447 im Doktoratsstudium. Aufgeteilt nach Fakultäten umfasste die Rechtswissenschaftliche Fakultät 1368 Studierende, gefolgt von der Kultur- und Sozialwissenschaftlichen Fakultät mit 675, der Wirtschaftswissenschaftlichen Fakultät mit 415 Studierenden und der Theologischen Fakultät mit 389 Studierenden. Auf das Departement Gesundheitswissenschaften und Medizin entfielen 500 Studierende, auf interfakultäre Studiengänge 165 Studierende. Ausserdem belegen 669 Personen ein Nachdiplomstudium.
Die Mitarbeiterzahl betrug Ende 2023 insgesamt 679 Festangestellte. Davon waren 82 Professuren (Frauenanteil 29 %). Im akademischen Mittelbau waren 436 Personen und im administrativen Bereich 271 Personen beschäftigt (jeweils Anzahl Verträge).